# Glycera derbyensis
Glycera derbyensis är en ringmaskart som beskrevs av Hartmann-Schröder 1979. Glycera derbyensis ingår i släktet Glycera och familjen Glyceridae. Inga underarter finns listade i Catalogue of Life.